# 最终幻想 (动画)
《最终幻想》（美版译名“最终幻想：水晶传说”）是以电子角色扮演游戏系列最终幻想为背景的原創動畫錄影帶（OVA）。其于1994年在日本发行，1997年由Urban Vision在北美VHS销售。
動畫情節設定於《最終幻想V》故事200年後，所以像是建物等方面的描寫與5代有很大的不同，但仍然繼承了勇者為了保護水晶而與邪惡勢力戰鬥的構思。動畫被分為「風之章」，「炎之章」，「龍之章」，「星之章」4個各30分鐘的章節。

## 故事大綱
動畫情節發生於和《最終幻想V》相同，被稱為“R星”的世界。情節設定於遊戲的200年後，四顆水晶被人奪走了三顆。《最終幻想V》的勇者們已經成為傳說。在《最終幻想V》中登場的角色米德，告知了動畫中的新勇者布里茲和莉娜莉，新的邪惡勢力Deathgyunos出現於黑月當中，於是他們與飛空艇海賊團首領露珠，以及飛空艇部隊“鐵之翼”隊長瓦爾卡斯一起聯手要消滅邪惡勢力並奪回水晶。

## 角色
布里茲(プリッツ)（Prettz）
聲 - 松本梨香
本作的男主角。與莉娜莉從小就是青梅竹馬並且住在同一個村莊的藍發男孩。經常騎著機車，愛用一把與自己身高相當的長刀「菊千代丸」戰鬥。其駕駛的機車還有巨刀都是過渡到Final Fantasy VII的特徵
莉娜莉(リナリー)（莉娜莉）
聲 - 皆口裕子
本作女主角。為《最終幻想V》主角巴茲的後裔的青髮少女。因風之水晶進入他的體內而遭到敵人的追殺。 雖然身為召喚士。但由於實力還不夠成熟，連粉紅色的路行鳥也無法召喚出來。與巨魚琪薩娜的關係良好
露珠(ルージュ)（Rouge）
声 - 平野文
乘坐飛空艇布林布林號寻找宝藏的海盗团首领，衣着暴露的美女。以露珠島群島為根據地。帶領數十名部下的海賊團「肌肉女孩」，雖然全員都是女性，但與露珠不同的是成員們都相當健壯（声 - 高乃麗，荒木香惠，中村尚子）。
瓦爾卡斯(バルカス)（Valkus）
声 - 千葉繁
泰昆王国飛空艇部隊“鐵之翼”的隊長。擅長所有槍械。與部下卡修副長（声 - 中博史）一同率領部隊保護水晶。之後被露珠抓到時，對她一見鍾情。-->
哈希姆(ハシム)（Hassam）
声 - 富山敬
莉娜莉的祖父。查覺到風之水晶的變異後，與孫女莉娜莉一同前往風之神殿，途中，因為身體重病的關係，於是將身後事付给莉娜莉等人以後而過世。
蕾娜女王(女王レナ)（Queen Lenna）
声 - 笠原弘子
統治泰昆王國的女王。雖然是《最終幻想V》中同名角色的後裔，但在本作中卻是以成年女性的身分登場。故事開頭，與家臣的老青魔導士（声 - 辻村真人）共同注意到風之水晶的變異。也知道巨塔底下沉眠著飛龍（声 - 松井摩味）的傳說。
米德(ミド)（Mid）
声 - 小櫻悅子
與《最終幻想V》中同名的亡靈。200年前，在祖父‧席德（声 - 石川洋昭）死後不久，拉戴比魯突然出現在祖父墳墓旁並奪走席德的腦袋，他自己也慘遭殺害。之後，因為無法取回祖父腦袋的遺憾而因此成為遊魂並因此在這200年間在人世間徬徨著，之後附身於風之水晶當中。
拉戴比魯(ラーデビル)（Ra Devil）
声 - 緒方賢一
覬覦水晶之力的神秘人物。为了使统治宇宙的暗黑之神デスギュノス進化而屢次要奪取水晶，並且從飄浮於空中「黑月」根據地中，派出機械兵デスギュノス軍追殺莉娜莉他們。

## 製作

### 音樂
原版配樂由佐藤允彥作曲，並使用了植松伸夫的數首《最終幻想V》遊戲中的音樂，包括開場曲和陸行鳥主題曲。主題曲《風水紀行》由阿字穀蹴人作詞，佐藤允彥作曲，並由木津茂裡和小川美潮（伴唱）演唱。

### 故事章節
《最終幻想》分為4章，標題分別為：
- Episode 1 - 風之章：1994年3月21日
- Episode 2 - 炎之章：1994年5月21日
- Episode 3 - 龍之章：1994年6月21日
- Episode 4 - 星之章：1994年7月21日

在北美VHS格式中，前兩章收錄於第一個錄影帶中，後兩章收錄於第二個錄影帶中，後來又發行了合訂版。

## 評價
OVA在美國獲得褒貶不一的評價。IGN稱其作為第一個最終幻想作品後傳而知名，但“除了最終幻想衍生品外，並無特別的喜愛”，他們稱動畫“無甚特別”，並認為其對喜劇性的以來勝過情節講述。T.H.E.M.動畫評論稱其為“所有最終幻想作品無情嘲弄的代表”，稱其衍生自系列劇情最無力的作品，並提到了反高潮並令人失望的結局。Animefringe批評其為幾個失敗的最終幻想電影轉化品之一，並稱其“乏善可陳，以及冗長的《最終幻想V》複述”。Kotaku稱電影對於非最終幻想審美者和殺必死來說“一塌糊塗” 。
然而GameSpot認其為系列中一個值得的改編品，並認為雖然動畫“有點簡單”，但故事身臨其境，並稱讚了其直接的納入了遊戲各個方面。《EX》大大的稱讚了作品，認為史克威爾現有角色相似幫助佐證其為最終幻想作品。他們例外的認為動畫背景不錯；英語版的配音，特別是莉娜莉和普里茲的配音是可信的。他們還稱，“《最終幻想》在情節，冒險上做了很好的平衡，恰夠的幽默塑成了有風度的角色”。